# TOKYO→NIIGATA MUSIC CONVOY
『TOKYO→NIIGATA MUSIC CONVOY』（とうきょうにいがたミュージックコンボイ）は、FM PORTで生放送されていたラジオ番組。パーソナリティは曜日別。

## 概要
曜日別パーソナリティが、リスナーからのFAXやe-mailを紹介してトークを展開していた。
東京都内にあるスタジオから新潟県に向けて放送されていること、FM PORTの主要株主に中越運送が入っていたことから「東京発新潟行きの音楽のトラック便」に準え、番組名は「TOKYO」と「NIIGATA」の両方を称している。
この番組を始めとする東京発（都内にある制作会社のスタジオ。番組内での呼称は「中目黒GOGOスタジオ」。後に「赤坂レクシムスタジオ」）の番組はFM PORTが開局以来貫いてきた原則新潟制作の方針を大きく転換するものであり、その点についてはリスナーの賛否が分かれる。なお、東京都内のスタジオで製作する手法は同じ独立FM局ではNACK5やFM-FUJIでもみられるが、FM PORTは首都圏で地上波による聴取ができない点が前述の2局と大きく異なる。
FM PORTの閉局に伴い、2020年6月29日の放送をもって終了した。

## ナビゲーター（パーソナリティ）
放送終了時点
- 月曜 -

ゴホウビ（2019年4月 - 2020年6月）
- 火曜 -

saji（2019年10月 - 2020年6月）
- 水曜 -

GOODWARP（2017年1月 - 2020年6月）
- 木曜 -

THE PINBALLS（2019年4月 - 2020年6月）

## 過去のナビゲーター（パーソナリティ）

### 月曜
- メロン記念日（2005年10月〜2008年3月）
- 干場かなえ（2008年4月〜2009年6月）
- safarii（2009年7月〜2010年9月）
- ChiE（2010年10月〜2012年3月）
- mini（2012年4月〜2012年9月）
- N.O.B.U!!!（2012年10月〜2013年9月30日）
- 上村昌也（2013年10月〜2015年3月、2015年4月10日[3]）
- Cyntia（2015年4月[4]〜2016年6月）
- Le Lien（2016年7月[5]〜12月）
- cinema staff（2017年1月[6]〜9月[7]）
- phatmans after school（2017年10月〜2019年3月）

### 火曜
- MONTHLY TUESDAY（2005年10月～2007年3月）
声優やアニメ・特撮に関わりの深いミュージシャンを起用していた。
  - 後藤沙緒里（2005年10月）
  - 鹿野優以（2005年11月）
  - 前田愛（2005年12月）
  - 桃井はるこ（2006年1月）
  - 本名陽子（2006年2月）
  - 加藤英美里（2006年3月）
  - 成田紗矢香（2006年4月）
  - 根本圭子（2006年5月）
  - 柿原徹也（2006年6月）
  - 又吉愛（2006年7月）
  - 松本彩乃（2006年8月）
  - 吉田智則（2006年9月）
  - 関山美沙紀（2006年10月）
  - 吉川友佳子（2006年11月）
  - 園崎未恵（2006年12月）
  - サイキックラバー（2007年1月）
  - 三宅華也（2007年2月）
  - 赤松芳朋（SOPHIA）、菊池志穂（2007年3月）
- 青山テルマ（2007年4月〜2008年3月）
- FROM CRESCENT（2008年4月〜2012年12月）
- 葵（2013年1月〜2015年3月）
- this is not a business（2015年4月〜11月）
- （週替り）（2015年12月）
- THE STARBEMS（2016年1月〜12月）
- a flood of circle（2017年1月～2018年6月）
- Blueglue（2018年7月〜2019年9月）

### 水曜
- 中島卓偉（2005年10月〜2007年3月）
- YUTAKA（Full Of Harmony）（2007年4月〜2008年3月）
- 橋本昌彦（2008年4月〜2009年6月）
- ゾロ（2009年7月〜2010年9月）
- Sunya（2010年10月〜2012年9月）
- UNIST（2012年10月〜2013年5月）
- アイドル月間（2013年6月）
  - KANA（Dorothy Little Happy）（2013年6月5日）
  - AeLL.（2013年6月12日）
  - さんみゅ〜（2013年6月19日）
  - RYUTist（2013年6月26日）
- 宮﨑薫（2013年7月3日〜2013年8月14日）
- JAMOSA（2013年8月21日〜8月28日）
- 小川真奈（2013年9月4日〜9月25日）
- SUSIE LOVE（2013年10月〜2015年3月）
- 宍戸翼（The Cheserasera）（2015年4月〜2016年6月）
- Czecho No Republic（2016年7月〜12月）

### 木曜
- 諫山実生（2005年10月〜2007年3月）
- ランクヘッド（2007年4月〜2008年3月）
- WISE（2008年4月〜2008年9月）
- Spontania（2008年10月〜2009年6月）
- BENI（2009年7月〜2010年6月）
- Baby M（2010年7月〜2011年9月）
- 結城アイラ・うえむらちか（2011年10月～2013年3月）
- 小桃音まい（2013年4月〜2014年3月）
- WHY@DOLL（2014年4月〜2015年3月）
- BRADIO（2015年4月〜9月）
- HaKU（2015年10月[8]〜2016年6月）
- ザ・なつやすみバンド（2016年7月[9]〜2017年6月[10]）
- sui sui duck（2017年7月〜2019年3月）

## 過去の曜日別コーナー
月曜
- メロン記念日
  - ダメロンだ記念日!
  - 新潟は、霧の中!
  - MY FEELING MUSIC
  - 愛のスクランブル 恋愛交差点

- 干場かなえ
  - 音楽にズキュン（2008年4月～2009年6月）
  - カナエに1ミニッツ！！（2008年4月～2009年3月）
  - かなえピックアップニュース（2009年4月～2009年6月）
  - 干場ブログ（2008年4月～2009年6月）
  - 弾き語り（2008年9月22日～2009年6月）
  - ホシ魔とカナエンジェル（2008年4月～2008年9月）
  - 本日営業干場イメージストア（2008年10月～2009年3月）
  - あなたと星花（2009年4月～2009年6月）
  - ホシ印○○％（2008年4月～2009年3月）
  - 恋話でストーリー（2009年4月～2009年6月）

- Safarii
  - Safarii学園
  - Safarii Question!?
  - 恋愛交差点
  - Safarii・・・○○モード

- ChiE
  - CHiE no WA
  - CHiEちゃんのスキップクラブ

- mini
  - ハーコーぷにんそす
  - LOVE mini yumbo
  - miniの人生相談

- N.O.B.U!!!
  - N.O.B.U!!!のMusic Selection
  - N.O.B.U!!!のドアノブ!!!
  - ミッション・韻・ポッシブル
  - どげんね宮崎!!!

火曜
- MONTHLY TUESDAY時代
  - MUSIC CONVOY POCKET STORY
  - 言わせて喜・怒・哀・楽!!（～2006年6月）
  - 自己紹介・近況報告コーナー（2006年7月～、タイトル・構成は月により異なる）
  - 私のお気に入り～MY FAVORITE THINGS～（2006年6月まではテーマを決め、リスナー投稿も受け付けるコーナー。2006年7月以降は近況報告コーナーの補完的に使用される。）
  - 声優の主張（2006年7月～）
  - ザッツエンターアフレッコ（2006年7月～、主に毎月最終週）

- 青山テルマ
  - 新潟について本気出して考えてみた
  - テルマのEnglish SOS
  - テルマの何でもベスト3
  - 青山恋愛クリニック

- FROM CRESCENT
  - フロクレの我慢を知る
  - from MUSIC
  - フロクレのエールを狙え
  - フロクレの教室
  - MMM（仮）・ジングルを作るコーナー
  - 土田お兄さんBEAT

水曜
- 中島卓偉
  - TAKUIのニュースタックル
  - ミュージシャンのためのワイドショー講座
  - TAKUIの食卓
  - TAKUIのミュージック・タイムドカン

- YUTAKA
  - YUTAKAの映画百選
  - ○○なヤツ？！
  - yPod Play List
  - YUTAKAの知らない世界

- 橋本昌彦
  - Great Journey
  - MASA'S MUSIC COLLECTION
  - 男の料理
  - あいうえお作文

- ゾロ
  - ゾロのMusic Selection
  - ゾロの THE SHOUT!
  - ゾロの2ミニッツ・ファイト！

- Sunya
  - NAKIUTA /SUKIUTA/OUENUTA
  - スンヤクエスチヨン
  - スンヤの愛言葉
  - お悩み相談所「素ン屋」

- UNIST
  - すこぶるFavorite Music
  - オレの話を聞け！
  - ちょいピンク川柳
  - 1分間しかないけど・・・もマエの悩み、きかせぇーろ

- 宮﨑薫
  - My Flavor Songs
  - 薫のDiscover NIIGATA
  - 水曜の夜にあらいざらい隊
  - 宮﨑　薫のお悩みHOT LINE

- JAMOSA
- 小川真奈

木曜
- 諫山実生
  - 実生ちゃん、歌って！（弾き語り）
  - 弾き語り 第二弾
  - 私とあなたの25歳（2005年10月～2005年12月）
  - 実生ちゃん、おせーて！（2006年1月～）
  - 我が家のモンスター（2006年12月～）
  - 今日のハングルー（2005年10月～2006年9月）

- ランクヘッド
  - バンドマン講座
  - 選曲バトル

- WISE

- Spontania

- BENI

- Baby M

- 結城アイラ・うえむらちか
  - 結城アイラの「ミュージックアイランド」
  - ちかの図書室
  - 早く大人になりたぁ～い！（2011年10月～2012年1月）
  - アイラとちかのお気に召すまま（2012年2月～）
  - アイラ電機赤坂総本店（2011年10月～2012年1月）
  - 迷曲喫茶「棒棒鶏」（2012年1月26日～）